# بدون سوءنیت
بدون سوءنیت (به انگلیسی: Absence of Malice) فیلمی ۱۱۶ دقیقه‌ای به کارگردانی سیدنی پولاک با بازی پل نیومن، سالی فیلد و باب بالابان محصول سال ۱٩٨۱ است.

## بازیگران
- پل نیومن در نقش مایکل گالاگر
- سالی فیلد در نقش مگان کارتر
- باب بالابان در نقش الیوت روزن
- ملیندا دیلون در نقش ترزا پرون
- لوتر ادلر در نقش مالدرون
- بری پریموس در نقش وادل
- یوزف زومر در نقش مک‌آدام
- دون هود در نقش جیمز کیو کین
- ویلفورد بریملی در نقش معاون دادستان کل آمریکا، جیمز ای. ولز